# 38e parallèle nord
Pour les articles homonymes, voir 38e parallèle.
En géographie, le 38e parallèle nord est le parallèle joignant les points de la surface de la Terre dont la latitude est égale à 38° nord.

## Histoire

### Corée
Après la capitulation du Japon en 1945, le 38e parallèle fut utilisé en Corée comme frontière entre les zones d'occupation américaines (au sud) et soviétiques (au nord), sur les suggestions du Secrétaire d'État américain Dean Rusk et du Major General Charles Bonesteel. Le parallèle divisait la péninsule coréenne à peu près en son milieu.
En 1948, la ligne de partage devint la frontière entre les pays nouvellement indépendants de Corée du Nord et de Corée du Sud. Après la guerre de Corée (1950-1953), une nouvelle frontière fut établie au milieu d'une zone démilitarisée, qui coupe le 38e parallèle suivant un angle aigu, du sud-ouest vers le nord-est.

Carte de la région de la frontière entre la Corée du Nord et la Corée du Sud. La frontière est tracée en violet, la zone démilitarisée est indiquée en orange et le 38e parallèle est affiché par une fine ligne noir.

## Géographie

### Dimensions
Au niveau de 38° de latitude nord, un degré de longitude équivaut à 87,832 km ; la longueur totale du parallèle est donc de 31 620 km, soit 79 % de la longueur de l'équateur. Il en est distant de 4 225 km et du pôle Nord de 5 782 km.

### Pays traversés
Le 38e parallèle nord traverse les pays suivants :
- États-Unis
- Portugal
- Espagne
- Tunisie (île de la Galite)
- Italie
- Grèce
- Turquie
- Iran
- Turkménistan
- Tadjikistan
- Ouzbékistan
- Afghanistan
- Chine
- Corée du Nord
- Corée du Sud
- Japon (Honshū)

### Structures circulaires aux États-Unis
Aux environs du 38e parallèle, une série de dépressions et de déformations circulaires du sol s'étendent sur 700 km dans les états américains de l'Illinois, du Missouri et du Kansas.
Il a été postulé que ces structures pourraient être les traces d'une successions d'impacts météoriques. Il est cependant difficile de déterminer l'âge de beaucoup de ces structures et l'hypothèse exogène de leur origine est loin de faire l'objet d'un consensus parmi les géologues. Certaines structures sont, par ailleurs, d'origine volcanique.